# سيد بايرنز
سيد بايرنز (بالإنجليزية: Syd Byrnes)‏ هو دراج جنوب أفريقي، ولد في 15 نوفمبر 1940 في كيب تاون في جنوب أفريقيا.

## وصلات خارجية
- سيد بايرنز على موقع أوليمبيديا (الإنجليزية)